# Hammaptera gazapina
Hammaptera gazapina är en fjärilsart som beskrevs av Paul Dognin 1892. Hammaptera gazapina ingår i släktet Hammaptera och familjen mätare. Inga underarter finns listade i Catalogue of Life.